# 鷹村彩花
鷹村彩花（2000年2月5日—），日本女性配音員。出身於東京都。身高150cm。B型血。隸屬於BLACK SHIP。

## 人物簡介
EARLY WING準所屬。2019年開始成為聲優組合「DIALOGUE+」的成員。2024年4月退出EARLY WING成為自由工作者。2025年2月加入BLACK SHIP。
興趣與特長有鋼琴、單簧管、睡眠和讀書。會想當配音員的原因是小學時期與家人前往NHK攝影棚公園體驗錄音。

## 演出作品
※粗體字表示說明飾演的主要角色。

### 電視動畫
2021年
- ICHU偶像进行曲（女性客B）
- 刮掉鬍子的我與撿到的女高中生（女子）
- 遊戲王SEVENS（七星奈奈穗）

2022年
- CUE!（天童悠希）

2023年
- 可愛過頭大危機（エミリ、カヤ・ガルダ）

2024年
- 遊戲王GO RUSH（天道虫忍者、七星テンテン）

2026年

### 遊戲
2019年
- CUE!（天童悠希[12]）
- 交鋒聯盟（日语：ファイトリーグ）（激情怪物 加奈嚴[13]）

2020年
- 最終休止符 -無止境的螺旋物語-（伊爾[14]、聖夜伊爾[14]）

### 有聲劇場
2018年
- 元勇者（[9]）

## 音樂作品
聲優組合DIALOGUE+的活動請參照「DIALOGUE+」。

### 角色歌曲
| 發行日期 | 標題               | 名義    | 曲名                              | 備註                    |
| 2019年   | 2019年             | 2019年  | 2019年                            | 2019年                  |
| -------- | ------------------ | ------- | --------------------------------- | ----------------------- |
| 11月27日 | Forever Friends    | AiRBLUE | 「Forever Friends」               | 遊戲《CUE！》片頭主題曲 |
| 11月27日 | Forever Friends    | AiRBLUE | 「」                              | 遊戲《CUE！》相關歌曲   |
| 11月27日 | Forever Friends    | Bird    | 「Forever Friends」               | 遊戲《CUE！》相關歌曲   |
| 2020年   |                    |         |                                   |                         |
| 1月22日  | 最高潮！           | Bird    | 「 最高潮！」 「☆」 「our song」  | 遊戲《CUE！》相關歌曲   |
| 3月25日  | beautiful tomorrow | AiRBLUE | 「beautiful tomorrow」 「私春知」 | 遊戲《CUE！》相關歌曲   |
| 3月25日  | beautiful tomorrow | Bird    | 「beautiful tomorrow」            | 遊戲《CUE！》相關歌曲   |

## 腳註

## 外部連結
- EARLY WING（準所屬）公式官網的聲優簡介 （日語）
- 鷹村彩花的X（前Twitter） （日語）